# Nathan Nicholovitch
Nathan Nicholovitch est un réalisateur français né le 4 octobre 1976 à Villeurbanne.

## Biographie
Nathan Nicholovitch réalise ses premiers courts métrages au sein du collectif « Les films aux dos tournés » qu'il a créé en 1999 après des études d'arts appliqués et d'histoire de l'art.
Son premier long métrage, Casa Nostra, est sorti en 2013.

## Filmographie
- 2012 : P.O.E.: Project of Evil
- 2013 : Casa Nostra
- 2015 : Avant l'aurore
- 2018 : No Boy (court métrage)
- 2021 : Les Graines que l'on sème